# Visbank (Vlaardingen)

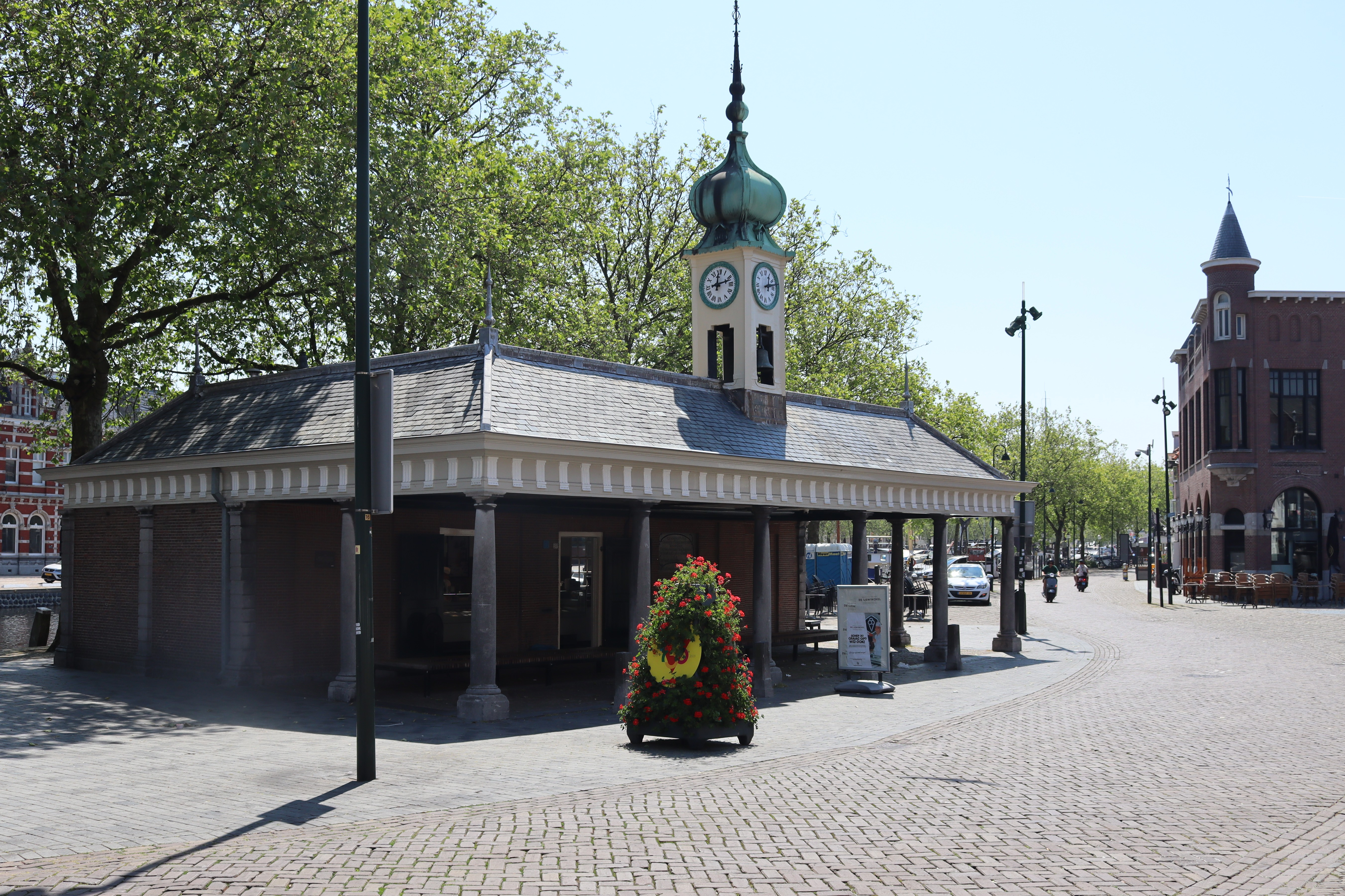
Visbank van Vlaardingen in 2023

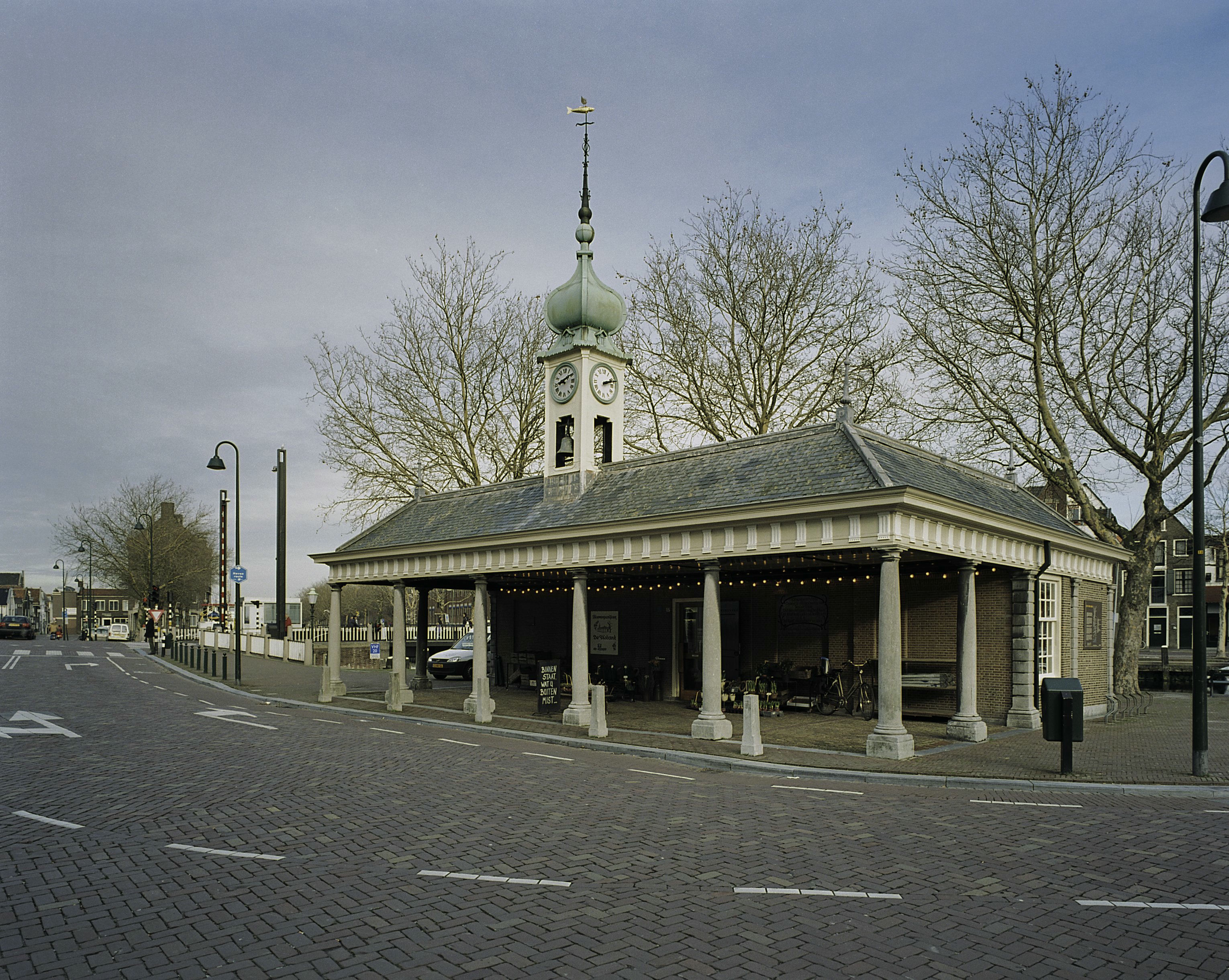
Visbank van Vlaardingen in 2004

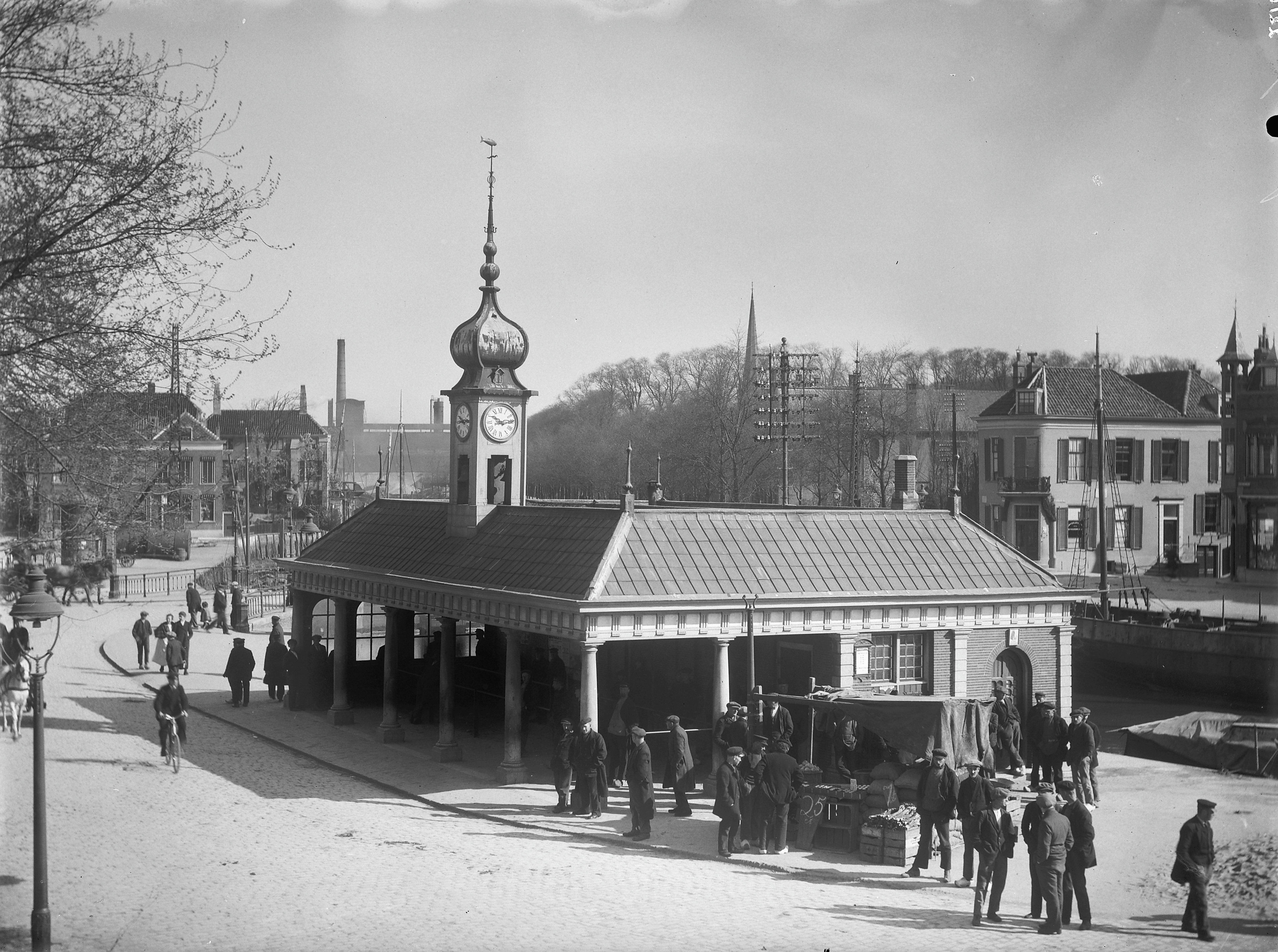
Visbank van Vlaardingen in 1921

De Visbank is een karakteristiek gebouw aan de Westhavenkade in Vlaardingen. De functie was, zoals uit de naam blijkt, een visafslag. Het gebouw, een ontwerp van Jacob van Schie, werd in 1778 gebouwd. De windvaan op het dak heeft de vorm van een haring.
De Visbank was een instelling waar vroeger alle verse, voor consumptie bedoelde, zeevis bij afslag moest worden geveild. De ligging direct aan de Oude Haven was praktisch.
Tot 1949 was de Visbank in gebruik als afslag, daarna vond de Vereniging voor Vreemdelingenverkeer van de stad er een onderkomen. Volgend op jarenlange leegstand werd er in 1984 een bloemenwinkel in gevestigd. In 2006 kwam er ook een lunchroom die in 2014 werd verbouwd tot ijssalon. Eigenaar van het pand is de Vereniging Hendrick de Keyser. Het gebouw is een rijksmonument.
Een miniatuur van de Visbank is te zien in Madurodam.